# Comuna Dobra Krînîțea, Baștanka
Dobra Krînîțea (în ucraineană Добра Криниця) este o comună în raionul Baștanka, regiunea Mîkolaiiv, Ucraina, formată din satele Dobra Krînîțea (reședința), Mareanivka și Rodnîkî.

## Demografie
Componența lingvistică a comunei Dobra Krînîțea
     Ucraineană (85,53%)
     Rusă (4,75%)
     Alte limbi (0,87%)
Conform recensământului din 2001, majoritatea populației comunei Dobra Krînîțea era vorbitoare de ucraineană (85,53%), existând în minoritate și vorbitori de rusă (4,75%).